# Jean Pierre Ribaut
Jean Pierre Ribaut (* 1935, Schweiz) ist ein Schweizer Ökologe und Ornithologe (Biologe), Diplomat und römisch-katholischer Diakon. Bis 1998 war J.P. Ribaut Direktor des Naturschutz- und Umweltbereichs des Europarats, der seit 1970 als ein Wegbereiter eines effektiven nationalen wie internationalen Umweltpolitik gilt. Als Diakon und Berater von CCEE, Delegierter des Heiligen Stuhls und als Mitglied von Pax Christi Frankreich unterstützt er seit 1989 maßgeblich die Ökologisierung der europäischen Kirchen, insbesondere der Römisch-katholischen Kirche.

## Leben

### Ornithologie und Ökologie an der Universität Lausanne
Jean Pierre Ribaut beschäftigte sich seit seiner Jugend mit der Ornithologie und war bereits in den Fünfzigerjahren zusammen mit Gérard de Crousaz und Michel Godel die Leitfigur auf den Vogelzugpässen Cou und Bretolet. Dort haben sie unzählige Ornithologen aus der deutschsprachigen Schweiz in die Beobachtertätigkeit eingeführt. Nach seiner Promotion 1964 in Ornithologie (Dr. sc. Biologie) war Ribaut Dozent an der Naturwissenschaftlichen Fakultät der Universität Lausanne und hielt u. a. Vorlesungen über die Ökologie der Wirbeltiere.

### Europarat – Europäischer Natur- und Umweltschutz
1969 wechselte er als internationaler Diplomat zum Europarat und war dort von 1969 bis 1998 Direktor des Naturschutz- und Umweltbereichs. In dieser Funktion war er u. a. verantwortlich für:
- die Förderung des Naturschutz- und Umweltschutzes und der nachhaltigen Entwicklung in Europa;
- die Verleihung des Europäischen Diploms für geschützte Gebiete;
- die Durchführung des Europäischen Naturschutzjahrs 1970[6] und 1995;
- die Entwicklung und Umsetzung der Berner Konvention[7] über die Erhaltung der europäischen wildlebenden Pflanzen und Tiere und ihrer natürlichen Lebensräume;
- der „The Pan-European Biological and Landscape Diversity Strategy“[8];
- und die Herausgabe (z. T. Chefredakteur) von Naturopa, des in vier Sprachen veröffentlichten Umweltmagazin des Europarats.

J.P. Ribaut war Teilnehmer in zahlreichen Sitzungen des Ministerkomitees, der Parlamentarischen Versammlung bzw. Standing Committees des Europarats, sowie Delegierter auf internationalen Umweltkonferenzen u. a. Konferenz der Vereinten Nationen über die Umwelt des Menschen, 1972 in Stockholm und der Konferenz der Vereinten Nationen über Umwelt und Entwicklung, 1992 in Rio de Janeiro.

### Kirche, Ökumene und Religionen – Bewahrung der Schöpfung
Seit 1988 arbeitet J.P. Ribaut ehrenamtlich als Diakon. Als Diakon berät er seit 1989 den Rat der europäischen Bischofskonferenzen in Umwelt- und Nachhaltigkeitsfragen, vertrat den Heiligen Stuhl auf internationalen Umweltkonferenzen und war Präsident der unter René Coste gegründeten Pax Christi Kommission Frieden, Gerechtigkeit und Bewahrung der Schöpfung von Pax Christi Frankreich.
"Für uns Umweltschützer klar, das alles tierische Leben Respekt verdient angesichts ihrer ökologischen Funktion in der Natur und für uns Christen, weil es Geschöpfe Gottes sind. (Jean Pierre Ribaut."La terre et nous, c’est pour la vie". 2012)
1995 war er berufenes Akademiemitglied und erster Präsident der Franz von Assisi Akademie zum Schutz der Erde e.V. an der Katholischen Universität Eichstätt-Ingolstadt. Er war hauptverantwortlich für die Vorbereitung im Nachhaltigkeitsbereich der Europäischen Ökumenischen Versammlung 1989 und 1997 und hat maßgeblich zur Ökologisierung der europäischen Kirchen, insbesondere der Römisch-katholischen Kirche und zum konziliaren Prozess für Gerechtigkeit, Frieden und die Bewahrung der Schöpfung in Europa beigetragen. Er war ein Vorreiter für den Dialog der Religionen und Kulturen über Nachhaltigkeit, insbesondere durch die Leitung von fünf interreligiösen Konferenzen, die von der Fondation Charles Léopold Mayer pour le Progrès de l'Homme, Paris und der Goethe-Stiftung gefördert wurden (Klingenthal Symposien).
Seit seinem Ruhestand 1998 vertritt er den Heiligen Stuhl in den Sitzungen des Europarats zur Berner Konvention und zum Europäischen Landschaftsübereinkommen und arbeitet als ständiger Diakon im Erzbistum Bordeaux in der Pfarrei Pauillac.

## Publikationen (Auswahl)
- Jean-Pierre Ribaut (1953): La migration d’automne 1952 au col de Cou. Nos Oiseaux 22: 82–90.
- Jean-Pierre Ribaut(1954): La migration d’automne 1953 au col de Cou. Nos Oiseaux 22: 196–203.
- Jean-Pierre Ribaut: Dynamique d'une population de Merles Noirs. Turdus merula L. 1964
- Ribaut, Jean-Pierre: European Conservation Year. Culmination or Starting Point?, in: Nature in Focus. Bulletin of the European Information Centre for Nature Conservation, Summer 1970 (Special issue European Conversation Year), S. 18–20.
- Jean-Pierre Ribaut, Marie-José Del Rey (eds): The Earth Under Care: spiritual and cultural approaches to the challenges for a sustainable planet. The Klingenthal Appeal and contributions from the October 1995 Symposium. Paris et Lausanne, June 1997
- René Coste, Jean-Pierre Ribaut: Les nouveaux horizons de l'écologie – Dans le sillage de Rio. Colloque organisé par Pax Christi, Centurion, Paris 1993, ISBN 2-227-31585-7
- Council of Europa (Editor): Zeitschrift Naturopa. 6 Sprachen
- Ribaut, Jean-Pierre: Balance and perspective of the ecumenical process for the conservation of Creation in Europe: In: Francis of Assisi Academy (eds): Reader European Symposium. Eichstätt 1997
- Ribaut, JP & Stappen, RK (eds) 1996. Christianity and Sustainable Europe. Eichstatt: Franz vom Assisi Akademie zum Schutz der Erde.
- Konferenz Europäischer Kirchen (KEK) / Rats der Europäischen Bischofskonferenzen (CCEE) (Hrsg.): Versöhnung – Gabe Gottes und Quelle neuen Lebens. Dokumente der Zweiten Europäischen Ökumenischen Versammlung in Graz. – Graz: Verlag Styria, 1998. J & P 500 032.
- Bourguinat, Élisabeth, and Jean-Pierre Ribaut. 2000. L'arbre et la forêt: du symbolisme culturel à... l'agonie programmée. Proceedings of the Fourth Klingenthal Symposium (Klingenthal, France, 22-26 September 1999). Dossier pour un débat no. 111, Éditions Charles Léopold Mayer, Paris, France.
- Bourguinat, Élisabeth, and Jean-Pierre Ribaut. 2003. Des animaux pour quoi faire ? Approches interculturelles, interreligieuses, interdisciplinaires. Dossier pour un débat no. 132, Éditions Charles Léopold Mayer, Paris, France. 159 p.
- Caïs, Marie-France, Marie-José Del Rey and Jean-Pierre Ribaut (eds.). 1999. L'eau et la vie: enjeux, perspectives et visions interculturelles. Proceedings of the Second Klingenthal Symposium: Water (Klingenthal, France, 26-30 November 1997). Dossier pour un débat no. 97, Éditions Charles Léopold Mayer, Paris, France.
- Ribaut, Jean-Pierre et Marie-José Del Rey (réd.). 1997. L'Usufruit de la terre: courants spirituels et culturels face aux défis del la sauvegarde de la planète. L'Appel de Klingenthal et les apports du Colloque d'octobre 1995. Dossier pour un Débat 73. La Librairie FPH, Fondation Charles Léopold Mayer pour le Progrès de l'Homme, Paris et Lausanne. Janvier 1997. 108 p.